# Supercopa de México 2013-14
La Supercopa MX 2013-14 fue la primera edición de la Supercopa de México. La disputaron los campeones de la Copa MX Apertura 2013 y Clausura 2014: Monarcas Morelia y Tigres de la UANL, respectivamente. El ganador de esta Supercopa, Monarcas Morelia, disputó la Copa Libertadores 2015 como México 3.

## Sistema de competición
Disputarán la Supercopa MX 2013-14 los campeones de las Copas Apertura 2013 y Clausura 2014. El Club con mayor número de puntos en la Tabla General de Clasificación de la Temporada, (tabla que suma los puntos obtenidos por todos los Clubes durante ambas Copas) y tomando en cuenta los criterios de desempate establecidos en el reglamento de competencia, será el que juegue como local el partido de vuelta, eligiendo el horario del mismo y debiéndose jugar obligatoriamente en miércoles y sábado.
El Club vencedor de la Supercopa MX será aquel que en los dos partidos anote el mayor número de goles, criterio conocido como marcador global. Si al término del tiempo reglamentario el partido está empatado, se agregarán dos tiempos extras de 15 minutos cada uno. De persistir el empate en estos periodos, se procederá a lanzar tiros penales, hasta que resulte un vencedor.

## Información de los equipos
| Equipo  | Entrenador          | Estadio       | Ciudad                | Patrocinador | Kit    |
| ------- | ------------------- | ------------- | --------------------- | ------------ | ------ |
| Morelia | Ángel David Comizzo | Morelos       | Morelia, Michoacán    | Bridgestone  | Joma   |
| Tigres  | Ricardo Ferretti    | Universitario | Monterrey, Nuevo León | Cemex        | Adidas |

## Partidos

### Tigres-Morelia
| 9 de julio de 2014, 20:00 UTC-5 | Morelia                                                | 4:1 (1:0) | Tigres      | Estadio Morelos, Morelia, Michoacán                                |                                                                    |
|                                 | Fernández 13' · Zárate 57' · Pereira 67' · Riascos 74' | Reporte   | 56' Burbano | Asistencia: 12,687 espectadores Árbitro(s): Luis Enrique Santander | Asistencia: 12,687 espectadores Árbitro(s): Luis Enrique Santander |

| 12 de julio de 2014, 19:00 UTC-5                  | Tigres                        | 3:1 (1:0) | Morelia     | Estadio Universitario, San Nicolás de los Garza, Nuevo León   |                                                               |
|                                                   | Burbano 15' · Juninho 63' 81' | Reporte   | 77' Morales | Asistencia: 34,430 espectadores Árbitro(s): Fernando Guerrero | Asistencia: 34,430 espectadores Árbitro(s): Fernando Guerrero |
| Morelia campeón de la Supercopa MX 2013-14 (5:4). |                               |           |             |                                                               |                                                               |

#### Final - Ida
| 1     | POR   | Carlos Felipe Rodríguez |     |
| 2     | DEF   | Ignacio González        |     |
| 6     | DEF   | Joel Huiqui             |     |
| 24    | DEF   | Rodrigo Godínez         |     |
| 3     | DEF   | José Antonio Olvera     |     |
| 26    | MED   | Christian Valdez        |     |
| 8     | MED   | Hamilton Pereira        |     |
| 13    | MED   | Jorge Zárate            | 82' |
| 22    | MED   | Armando Zamorano        |     |
| 20    | DEL   | Duvier Riascos          | 77' |
| 31    | DEL   | Óscar Fernández         | 90' |
| D. T. | D. T. | Ángel David Comizzo     |     |

| 20    | POR   | Sergio García        |     |
| 14    | DEF   | Iván Estrada         |     |
| 3     | DEF   | Juninho              |     |
| 4     | DEF   | Hugo Ayala           |     |
| 6     | DEF   | Jorge Torres Nilo    |     |
| 5     | MED   | Egidio Arévalo Ríos  |     |
| 19    | MED   | Guido Pizarro        | 72' |
| 11    | MED   | Damián Álvarez       |     |
| 10    | MED   | Hernán Darío Burbano |     |
| 33    | DEL   | Emanuel Villa        |     |
| 9     | DEL   | Marco Ruben          |     |
| D. T. | D. T. | Ricardo Ferretti     |     |

| 4  | Defensa        | Luis Fernando Silva | 77' |
| 11 | Centrocampista | Luis Ángel Morales  | 82' |
| 30 | Centrocampista | Víctor Guajardo     | 90' |

| 18 | Centrocampista | José Francisco Torres | 72' |

| 13' · 57' · 67' · 74' | Óscar Fernández Jorge Zárate Hamilton Pereira Duvier Riascos | 1:0 2:1 3:1 4:1 |

| 56' | Hernán Darío Burbano | 1:1 |

| 64' · 86' · 89' | José Antonio Olvera Luis Fernando Silva Armando Zamorano |

| 54' | Juninho |

| Expulsado · Otorgado · Expulsado | Sin expulsiones |

| Expulsado · Otorgado · Expulsado | Sin expulsiones |

| Principal  | Luis Enrique Santander    |
| Asistentes | José Santana Martínez     |
|            | Christian Kiabek Espinosa |
| Cuarto     | Miguel Ángel Chacón       |

|                    |   |   |
| Tiros              | - | - |
| Tiros a puerta     | 5 | 6 |
| Faltas             | - | - |
| Saques de esquina  | 3 | 1 |
| Penaltis           | 0 | 0 |
| Fueras de juego    | 0 | 0 |
| Posesión del balón | % | % |

| Alineación inicial |

| 1     | POR   | Carlos Felipe Rodríguez |     |
| 2     | DEF   | Ignacio González        |     |
| 6     | DEF   | Joel Huiqui             |     |
| 24    | DEF   | Rodrigo Godínez         |     |
| 3     | DEF   | José Antonio Olvera     |     |
| 26    | MED   | Christian Valdez        |     |
| 8     | MED   | Hamilton Pereira        |     |
| 13    | MED   | Jorge Zárate            | 82' |
| 22    | MED   | Armando Zamorano        |     |
| 20    | DEL   | Duvier Riascos          | 77' |
| 31    | DEL   | Óscar Fernández         | 90' |
| D. T. | D. T. | Ángel David Comizzo     |     |

| 20    | POR   | Sergio García        |     |
| 14    | DEF   | Iván Estrada         |     |
| 3     | DEF   | Juninho              |     |
| 4     | DEF   | Hugo Ayala           |     |
| 6     | DEF   | Jorge Torres Nilo    |     |
| 5     | MED   | Egidio Arévalo Ríos  |     |
| 19    | MED   | Guido Pizarro        | 72' |
| 11    | MED   | Damián Álvarez       |     |
| 10    | MED   | Hernán Darío Burbano |     |
| 33    | DEL   | Emanuel Villa        |     |
| 9     | DEL   | Marco Ruben          |     |
| D. T. | D. T. | Ricardo Ferretti     |     |

| 4  | Defensa        | Luis Fernando Silva | 77' |
| 11 | Centrocampista | Luis Ángel Morales  | 82' |
| 30 | Centrocampista | Víctor Guajardo     | 90' |

| 18 | Centrocampista | José Francisco Torres | 72' |

| 13' · 57' · 67' · 74' | Óscar Fernández Jorge Zárate Hamilton Pereira Duvier Riascos | 1:0 2:1 3:1 4:1 |

| 56' | Hernán Darío Burbano | 1:1 |

| 64' · 86' · 89' | José Antonio Olvera Luis Fernando Silva Armando Zamorano |

| 54' | Juninho |

| Expulsado · Otorgado · Expulsado | Sin expulsiones |

| Expulsado · Otorgado · Expulsado | Sin expulsiones |

| Principal  | Luis Enrique Santander    |
| Asistentes | José Santana Martínez     |
|            | Christian Kiabek Espinosa |
| Cuarto     | Miguel Ángel Chacón       |

|                    |   |   |
| Tiros              | - | - |
| Tiros a puerta     | 5 | 6 |
| Faltas             | - | - |
| Saques de esquina  | 3 | 1 |
| Penaltis           | 0 | 0 |
| Fueras de juego    | 0 | 0 |
| Posesión del balón | % | % |

| Alineación inicial |

| 1     | POR   | Carlos Felipe Rodríguez |     |
| 2     | DEF   | Ignacio González        |     |
| 6     | DEF   | Joel Huiqui             |     |
| 24    | DEF   | Rodrigo Godínez         |     |
| 3     | DEF   | José Antonio Olvera     |     |
| 26    | MED   | Christian Valdez        |     |
| 8     | MED   | Hamilton Pereira        |     |
| 13    | MED   | Jorge Zárate            | 82' |
| 22    | MED   | Armando Zamorano        |     |
| 20    | DEL   | Duvier Riascos          | 77' |
| 31    | DEL   | Óscar Fernández         | 90' |
| D. T. | D. T. | Ángel David Comizzo     |     |

| 20    | POR   | Sergio García        |     |
| 14    | DEF   | Iván Estrada         |     |
| 3     | DEF   | Juninho              |     |
| 4     | DEF   | Hugo Ayala           |     |
| 6     | DEF   | Jorge Torres Nilo    |     |
| 5     | MED   | Egidio Arévalo Ríos  |     |
| 19    | MED   | Guido Pizarro        | 72' |
| 11    | MED   | Damián Álvarez       |     |
| 10    | MED   | Hernán Darío Burbano |     |
| 33    | DEL   | Emanuel Villa        |     |
| 9     | DEL   | Marco Ruben          |     |
| D. T. | D. T. | Ricardo Ferretti     |     |

| 4  | Defensa        | Luis Fernando Silva | 77' |
| 11 | Centrocampista | Luis Ángel Morales  | 82' |
| 30 | Centrocampista | Víctor Guajardo     | 90' |

| 18 | Centrocampista | José Francisco Torres | 72' |

| 13' · 57' · 67' · 74' | Óscar Fernández Jorge Zárate Hamilton Pereira Duvier Riascos | 1:0 2:1 3:1 4:1 |

| 56' | Hernán Darío Burbano | 1:1 |

| 64' · 86' · 89' | José Antonio Olvera Luis Fernando Silva Armando Zamorano |

| 54' | Juninho |

| Expulsado · Otorgado · Expulsado | Sin expulsiones |

| Expulsado · Otorgado · Expulsado | Sin expulsiones |

| Principal  | Luis Enrique Santander    |
| Asistentes | José Santana Martínez     |
|            | Christian Kiabek Espinosa |
| Cuarto     | Miguel Ángel Chacón       |

|                    |   |   |
| Tiros              | - | - |
| Tiros a puerta     | 5 | 6 |
| Faltas             | - | - |
| Saques de esquina  | 3 | 1 |
| Penaltis           | 0 | 0 |
| Fueras de juego    | 0 | 0 |
| Posesión del balón | % | % |

| Alineación inicial |

| 1     | POR   | Carlos Felipe Rodríguez |     |
| 2     | DEF   | Ignacio González        |     |
| 6     | DEF   | Joel Huiqui             |     |
| 24    | DEF   | Rodrigo Godínez         |     |
| 3     | DEF   | José Antonio Olvera     |     |
| 26    | MED   | Christian Valdez        |     |
| 8     | MED   | Hamilton Pereira        |     |
| 13    | MED   | Jorge Zárate            | 82' |
| 22    | MED   | Armando Zamorano        |     |
| 20    | DEL   | Duvier Riascos          | 77' |
| 31    | DEL   | Óscar Fernández         | 90' |
| D. T. | D. T. | Ángel David Comizzo     |     |

| 20    | POR   | Sergio García        |     |
| 14    | DEF   | Iván Estrada         |     |
| 3     | DEF   | Juninho              |     |
| 4     | DEF   | Hugo Ayala           |     |
| 6     | DEF   | Jorge Torres Nilo    |     |
| 5     | MED   | Egidio Arévalo Ríos  |     |
| 19    | MED   | Guido Pizarro        | 72' |
| 11    | MED   | Damián Álvarez       |     |
| 10    | MED   | Hernán Darío Burbano |     |
| 33    | DEL   | Emanuel Villa        |     |
| 9     | DEL   | Marco Ruben          |     |
| D. T. | D. T. | Ricardo Ferretti     |     |

| 4  | Defensa        | Luis Fernando Silva | 77' |
| 11 | Centrocampista | Luis Ángel Morales  | 82' |
| 30 | Centrocampista | Víctor Guajardo     | 90' |

| 18 | Centrocampista | José Francisco Torres | 72' |

| 13' · 57' · 67' · 74' | Óscar Fernández Jorge Zárate Hamilton Pereira Duvier Riascos | 1:0 2:1 3:1 4:1 |

| 56' | Hernán Darío Burbano | 1:1 |

| 64' · 86' · 89' | José Antonio Olvera Luis Fernando Silva Armando Zamorano |

| 54' | Juninho |

| Expulsado · Otorgado · Expulsado | Sin expulsiones |

| Expulsado · Otorgado · Expulsado | Sin expulsiones |

| Principal  | Luis Enrique Santander    |
| Asistentes | José Santana Martínez     |
|            | Christian Kiabek Espinosa |
| Cuarto     | Miguel Ángel Chacón       |

|                    |   |   |
| Tiros              | - | - |
| Tiros a puerta     | 5 | 6 |
| Faltas             | - | - |
| Saques de esquina  | 3 | 1 |
| Penaltis           | 0 | 0 |
| Fueras de juego    | 0 | 0 |
| Posesión del balón | % | % |

| Alineación inicial |

#### Final - Vuelta
| 20    | POR   | Sergio García        |     |
| 14    | DEF   | Iván Estrada         | 80' |
| 3     | DEF   | Juninho              |     |
| 4     | DEF   | Hugo Ayala           |     |
| 6     | DEF   | Jorge Torres Nilo    |     |
| 5     | MED   | Egidio Arévalo Ríos  |     |
| 19    | MED   | Guido Pizarro        |     |
| 11    | MED   | Damián Álvarez       | 35' |
| 10    | MED   | Hernán Darío Burbano |     |
| 33    | DEL   | Emanuel Villa        | 69' |
| 9     | DEL   | Marco Ruben          |     |
| D. T. | D. T. | Ricardo Ferretti     |     |

| 1     | POR   | Carlos Felipe Rodríguez |     |
| 2     | DEF   | Ignacio González        | 28' |
| 6     | DEF   | Joel Huiqui             |     |
| 24    | DEF   | Rodrigo Godínez         |     |
| 28    | DEF   | Carlos Morales          |     |
| 26    | MED   | Christian Valdez        |     |
| 8     | MED   | Hamilton Pereira        |     |
| 13    | MED   | Jorge Zárate            |     |
| 22    | MED   | Armando Zamorano        |     |
| 20    | DEL   | Duvier Riascos          |     |
| 31    | DEL   | Óscar Fernández         |     |
| D. T. | D. T. | Ángel David Comizzo     |     |

| 23 | Centrocampista | Édgar Gerardo Lugo    | 35' |
| 16 | Delantero      | Hérculez Gómez        | 69' |
| 18 | Centrocampista | José Francisco Torres | 80' |

| 5 | Defensa | Carlos Guzmán | 28' |

| 15' · 63' · 81' | Hernán Darío Burbano Juninho | 1:0 2:0 3:1 |

| 77' | Carlos Morales | 2:1 |

| 23' · 67' | Guido Pizarro Juninho |

| 21' · 45' · 56' · 57' | Rodrigo Godínez Joel Huiqui Óscar Fernández Carlos Morales |

| Expulsado · Otorgado · Expulsado | Sin expulsiones |

| Expulsado · Otorgado · Expulsado | Sin expulsiones |

| Principal  | Fernando Guerrero         |
| Asistentes | Alberto Morín Méndez      |
|            | José Alfredo López        |
| Cuarto     | Víctor Bisguerra Mendiola |

|                    |   |   |
| Tiros              | - | - |
| Tiros a puerta     | 3 | 1 |
| Faltas             | - | - |
| Saques de esquina  | 2 | 1 |
| Penaltis           | 1 | 0 |
| Fueras de juego    | 8 | 1 |
| Posesión del balón | % | % |

| Alineación inicial |

| 20    | POR   | Sergio García        |     |
| 14    | DEF   | Iván Estrada         | 80' |
| 3     | DEF   | Juninho              |     |
| 4     | DEF   | Hugo Ayala           |     |
| 6     | DEF   | Jorge Torres Nilo    |     |
| 5     | MED   | Egidio Arévalo Ríos  |     |
| 19    | MED   | Guido Pizarro        |     |
| 11    | MED   | Damián Álvarez       | 35' |
| 10    | MED   | Hernán Darío Burbano |     |
| 33    | DEL   | Emanuel Villa        | 69' |
| 9     | DEL   | Marco Ruben          |     |
| D. T. | D. T. | Ricardo Ferretti     |     |

| 1     | POR   | Carlos Felipe Rodríguez |     |
| 2     | DEF   | Ignacio González        | 28' |
| 6     | DEF   | Joel Huiqui             |     |
| 24    | DEF   | Rodrigo Godínez         |     |
| 28    | DEF   | Carlos Morales          |     |
| 26    | MED   | Christian Valdez        |     |
| 8     | MED   | Hamilton Pereira        |     |
| 13    | MED   | Jorge Zárate            |     |
| 22    | MED   | Armando Zamorano        |     |
| 20    | DEL   | Duvier Riascos          |     |
| 31    | DEL   | Óscar Fernández         |     |
| D. T. | D. T. | Ángel David Comizzo     |     |

| 23 | Centrocampista | Édgar Gerardo Lugo    | 35' |
| 16 | Delantero      | Hérculez Gómez        | 69' |
| 18 | Centrocampista | José Francisco Torres | 80' |

| 5 | Defensa | Carlos Guzmán | 28' |

| 15' · 63' · 81' | Hernán Darío Burbano Juninho | 1:0 2:0 3:1 |

| 77' | Carlos Morales | 2:1 |

| 23' · 67' | Guido Pizarro Juninho |

| 21' · 45' · 56' · 57' | Rodrigo Godínez Joel Huiqui Óscar Fernández Carlos Morales |

| Expulsado · Otorgado · Expulsado | Sin expulsiones |

| Expulsado · Otorgado · Expulsado | Sin expulsiones |

| Principal  | Fernando Guerrero         |
| Asistentes | Alberto Morín Méndez      |
|            | José Alfredo López        |
| Cuarto     | Víctor Bisguerra Mendiola |

|                    |   |   |
| Tiros              | - | - |
| Tiros a puerta     | 3 | 1 |
| Faltas             | - | - |
| Saques de esquina  | 2 | 1 |
| Penaltis           | 1 | 0 |
| Fueras de juego    | 8 | 1 |
| Posesión del balón | % | % |

| Alineación inicial |

| 20    | POR   | Sergio García        |     |
| 14    | DEF   | Iván Estrada         | 80' |
| 3     | DEF   | Juninho              |     |
| 4     | DEF   | Hugo Ayala           |     |
| 6     | DEF   | Jorge Torres Nilo    |     |
| 5     | MED   | Egidio Arévalo Ríos  |     |
| 19    | MED   | Guido Pizarro        |     |
| 11    | MED   | Damián Álvarez       | 35' |
| 10    | MED   | Hernán Darío Burbano |     |
| 33    | DEL   | Emanuel Villa        | 69' |
| 9     | DEL   | Marco Ruben          |     |
| D. T. | D. T. | Ricardo Ferretti     |     |

| 1     | POR   | Carlos Felipe Rodríguez |     |
| 2     | DEF   | Ignacio González        | 28' |
| 6     | DEF   | Joel Huiqui             |     |
| 24    | DEF   | Rodrigo Godínez         |     |
| 28    | DEF   | Carlos Morales          |     |
| 26    | MED   | Christian Valdez        |     |
| 8     | MED   | Hamilton Pereira        |     |
| 13    | MED   | Jorge Zárate            |     |
| 22    | MED   | Armando Zamorano        |     |
| 20    | DEL   | Duvier Riascos          |     |
| 31    | DEL   | Óscar Fernández         |     |
| D. T. | D. T. | Ángel David Comizzo     |     |

| 23 | Centrocampista | Édgar Gerardo Lugo    | 35' |
| 16 | Delantero      | Hérculez Gómez        | 69' |
| 18 | Centrocampista | José Francisco Torres | 80' |

| 5 | Defensa | Carlos Guzmán | 28' |

| 15' · 63' · 81' | Hernán Darío Burbano Juninho | 1:0 2:0 3:1 |

| 77' | Carlos Morales | 2:1 |

| 23' · 67' | Guido Pizarro Juninho |

| 21' · 45' · 56' · 57' | Rodrigo Godínez Joel Huiqui Óscar Fernández Carlos Morales |

| Expulsado · Otorgado · Expulsado | Sin expulsiones |

| Expulsado · Otorgado · Expulsado | Sin expulsiones |

| Principal  | Fernando Guerrero         |
| Asistentes | Alberto Morín Méndez      |
|            | José Alfredo López        |
| Cuarto     | Víctor Bisguerra Mendiola |

|                    |   |   |
| Tiros              | - | - |
| Tiros a puerta     | 3 | 1 |
| Faltas             | - | - |
| Saques de esquina  | 2 | 1 |
| Penaltis           | 1 | 0 |
| Fueras de juego    | 8 | 1 |
| Posesión del balón | % | % |

| Alineación inicial |

| 20    | POR   | Sergio García        |     |
| 14    | DEF   | Iván Estrada         | 80' |
| 3     | DEF   | Juninho              |     |
| 4     | DEF   | Hugo Ayala           |     |
| 6     | DEF   | Jorge Torres Nilo    |     |
| 5     | MED   | Egidio Arévalo Ríos  |     |
| 19    | MED   | Guido Pizarro        |     |
| 11    | MED   | Damián Álvarez       | 35' |
| 10    | MED   | Hernán Darío Burbano |     |
| 33    | DEL   | Emanuel Villa        | 69' |
| 9     | DEL   | Marco Ruben          |     |
| D. T. | D. T. | Ricardo Ferretti     |     |

| 1     | POR   | Carlos Felipe Rodríguez |     |
| 2     | DEF   | Ignacio González        | 28' |
| 6     | DEF   | Joel Huiqui             |     |
| 24    | DEF   | Rodrigo Godínez         |     |
| 28    | DEF   | Carlos Morales          |     |
| 26    | MED   | Christian Valdez        |     |
| 8     | MED   | Hamilton Pereira        |     |
| 13    | MED   | Jorge Zárate            |     |
| 22    | MED   | Armando Zamorano        |     |
| 20    | DEL   | Duvier Riascos          |     |
| 31    | DEL   | Óscar Fernández         |     |
| D. T. | D. T. | Ángel David Comizzo     |     |

| 23 | Centrocampista | Édgar Gerardo Lugo    | 35' |
| 16 | Delantero      | Hérculez Gómez        | 69' |
| 18 | Centrocampista | José Francisco Torres | 80' |

| 5 | Defensa | Carlos Guzmán | 28' |

| 15' · 63' · 81' | Hernán Darío Burbano Juninho | 1:0 2:0 3:1 |

| 77' | Carlos Morales | 2:1 |

| 23' · 67' | Guido Pizarro Juninho |

| 21' · 45' · 56' · 57' | Rodrigo Godínez Joel Huiqui Óscar Fernández Carlos Morales |

| Expulsado · Otorgado · Expulsado | Sin expulsiones |

| Expulsado · Otorgado · Expulsado | Sin expulsiones |

| Principal  | Fernando Guerrero         |
| Asistentes | Alberto Morín Méndez      |
|            | José Alfredo López        |
| Cuarto     | Víctor Bisguerra Mendiola |

|                    |   |   |
| Tiros              | - | - |
| Tiros a puerta     | 3 | 1 |
| Faltas             | - | - |
| Saques de esquina  | 2 | 1 |
| Penaltis           | 1 | 0 |
| Fueras de juego    | 8 | 1 |
| Posesión del balón | % | % |

| Alineación inicial |

| Campeón Supercopa MX 2013-14                           |
| ------------------------------------------------------ |
|                                                        |
| Morelia                                                |
| 1° Título                                              |
| Clasifica como México 3 para la Copa Libertadores 2015 |